# Antonie Nopitsch
Antonie Anna Nopitsch (* 3. August 1901 in Traunstein; † 10. Januar 1975 in Nürnberg) gründete den Bayerischen Mütterdienst (seit 2002 FrauenWerk Stein e. V. in der Evang.-Luth. Kirche in Bayern) und das Deutsche Müttergenesungswerk – Elly-Heuss-Knapp-Stiftung. Sie war eine diakonische Pionierin des 20. Jahrhunderts.

## Leben und Wirken
Antonie Nopitsch war das jüngste von drei Kindern (ein Bruder war der Hauptmann Heinrich Nopitsch) und wuchs in einer bewusst evangelisch orientierten Familie auf. Bedingt durch die berufliche Karriere des Vaters Ernst Nopitsch, er war Tierarzt, Tierinspektor und königlich-bayerischer Regierungsrat, übersiedelte die Familie nach München. Dort besuchte Antonie Nopitsch das Max-Josef-Stift, eine Höhere Mädchenschule. Das Abitur legte sie im Sommer 1920 als Externe und einziges Mädchen am neuen Realgymnasium der Stadt München ab. Von 1920 bis 1925 studierte sie an der Münchner Universität Nationalökonomie. Das Studium schloss Antonie Nopitsch mit der Promotion ab. Das Thema ihrer Dissertation lautete: Die japanische Auswanderung. Eine Studie ihrer Entwicklung und ihrer Ursachen. Darin beschäftigte sie sich mit Fragen der Assimilation bzw. Identitätserhaltung von Menschen im Exil (Hofmann 2000, S. 132).
Nach dem Studium absolvierte sie diverse Praktika in verschiedenen Münchner Behörden, u. a. bei der Polizeifürsorge, beim Vormundschaftsgericht und im städtischen Wohlfahrtsamt. Dem folgte ein Studienaufenthalt in England bei den Quäkern am Woodbrooke College in Birmingham. Dort verfestigte sich ihr Lebenswunsch, sozial zu arbeiten.
Im Mai 1927 wurde Antonie Nopitsch Dozentin für Sozialwissenschaften und Fürsorgerecht an der Evangelischen Sozialen Fachschule für Frauen, die von der Evangelischen Diakonissenanstalt Neuendettelsau getragen wurde. Nach fünf Jahren musste sie die Ausbildungsstätte verlassen, ihre unkonventionelle Art und ihre Eigenständigkeit führten zu Konflikten mit der Administration.
1933 begann Antonie Nopitsch in Absprache mit den evangelischen Frauenverbänden und der Stadt Nürnberg mit dem Aufbau von Bildungsangeboten für Mütter. Daraus entwickelte sich schließlich der Bayerische Mütterdienst, mit Sitz in der Frankenmetropole, der sich zu einer bedeutenden Wohlfahrtsorganisation entwickelte. Größen der NSDAP versuchten immer wieder Antonie Nopitsch für die NS-Mütterarbeit zu gewinnen, da die Betonung der Mutterrolle vollends ihrer nationalsozialistischen Ideologie entsprach:
Doch sie lehnte ab, als ihr deutlich wurde, daß diese Arbeit keinen christlichen Charakter mehr gehabt hätte. Der zunehmenden politischen Instrumentalisierung der Mütterlichkeit durch die Nationalsozialisten versuchte sie durch eine verstärkte Betonung der Kirchlichkeit und durch Hinwendung zu religiösen Themen und der Vermittlung religiöser Inhalte in der Frauenarbeit entgegenzuwirken (Hofmann 2000, S. 134).
Nach der Zeit des Nationalsozialismus engagierte sie sich in Zusammenarbeit mit dem Bayerischen Mütterdienst in der Flüchtlingshilfe, ebenso in der Erholungsfürsorge für Aussiedlerfrauen. Ein weiterer Schwerpunkt von Antonie Nopitsch war ihr Engagement in der ökumenischen Arbeit. Sie nahm 1948 an der Gründungsversammlung des ökumenischen Rates in Amsterdam teil. Dort und während einer USA-Reise lernte Antonie Nopitsch den Weltgebetstag kennen. Ein Jahr später wurde die Liturgie zum Weltgebetstagsgottesdienst in Stein gedruckt. 10.000 Exemplare wurden deutschlandweit verschickt. Antonie Nopitsch übernahm ferner 1952 bei der Tagung des Lutherischen Weltbundes die Leitung der Sektion VI. Verantwortliche Frauen in einer verantwortlichen Kirche und war zudem von 1952 bis 1963 Mitglied der Kommission für Haushalterschaft und Gemeindeleben.
Zusammen mit Elly Heuss-Knapp entwickelte Antonie Nopitsch die Idee zur Gründung des Deutschen Müttergenesungswerks, die schließlich 1950 in die Tat umgesetzt wurde. Das Müttergenesungswerk war die erste interkonfessionelle Organisation der freien Wohlfahrtspflege, deren langjährige Geschäftsführerin sie war. Antonie Nopitsch arbeitete in vielen Gremien, beispielsweise im Diakonischen Rat der Evangelischen Kirche; im Leitungskreis der Evangelischen Frauenarbeit, im Hauptausschuss des Deutschen Vereins, im Deutschen Nationalkomitee des Lutherischen Weltbundes, um nur einige davon zu nennen.

## Ehrungen
Für ihre soziale, kirchenpolitische und ökumenische Verdienste wurde Antonie Nopitsch vielfach geehrt:
- 1952 Verdienstkreuz am Bande des Verdienstordens der Bundesrepublik Deutschland
- 1959 Bayerischer Verdienstorden
- 1961 Großes Verdienstkreuz des Verdienstordens der Bundesrepublik Deutschland
- 1963 Bürgermedaille der Stadt Nürnberg
- 1971 Großes Verdienstkreuz mit Stern des Verdienstordens der Bundesrepublik Deutschland

Ferner wurde sie noch mit der Wichernplakette der Inneren Mission sowie dem Ehrenzeichen in Silber des Deutschen Börsenvereins ausgezeichnet.
In Bad Bevensen trägt ein Therapiezentrum der Elly-Heuss-Knapp-Stiftung – Deutsches Müttergenesungswerk ihren Namen.

## Schriften (Auswahl)
- Evangelische Mütterhilfe, in: Evangelisches Gemeindeblatt Nürnberg 1933 / Nr. 40, S. 251.
- Segen der Anruf, Nürnberg 1946.
- Sehet, hier ist die Tür zu den wahren Freuden, Nürnberg 1946.
- Die Liebe höret nimmer auf, Nürnberg 1946.
- Getroster Tag, Nürnberg 1962.
- Der große Freudenschein, Nürnberg 1964.
- Ein Blick nach Afrika, Nürnberg 1965.
- Der Garten auf dem Dach, Nürnberg 1970.